# 1651년
1651년은 일요일로 시작하는 평년이다.

## 연호
- 남명(南明) 영력(永曆) 5년
- 청(淸) 순치(順治) 8년
- 일본(日本) 게이안(慶安) 4년
- 후 레 왕조(後黎朝) 카인득(慶德) 3년
- 막 왕조(莫朝) 투언득(順德) 14년

## 기년
- 남명(南明) 소종 영력제(昭宗 永曆帝) 5년 / 감국 노왕(監國魯王) 6년
- 류큐(琉球) 쇼시쓰왕(尚質王) 4년
- 청(淸) 세조 순치제(世祖 順治帝) 8년
- 조선(朝鮮) 효종(孝宗) 2년
- 후 레 왕조(後黎朝) 신종(神宗) 복위 3년

## 사건
- 조선의 현종, 왕세자로 책봉되었다.
- 김자점의 옥 발생.
- 김우명의 딸을 세자빈으로 책봉.
- 대동법 - 충청도, 전라도 <- 김육

## 탄생
- 조선의 승려 수연. (~1719년)

## 사망
- 6월 8일 - 일본 에도 막부의 제3대 쇼군 도쿠가와 이에미쓰. (1604년~)